# Тильда
Ти́льда (від лат. Titulus — підпис, напис) — назва кількох друкарських знаків у вигляді хвилястої риси.

## Використання

### Діакритичний знак

#### Надрядковий
У більшості мов тильда відповідає знаку, що утворився з букв n і m, які в середньовічному скоропису часто писалися над рядком (над попередньою літерою) і в накресленні виродилися у хвилясту лінію. Такого походження, зокрема, тильда в буквах:
- ñ — в іспанській мові вживається для позначення м'якого звуку, близького до «нь»;
- õ — в естонській мові позначає звук, який є чимось між [и] і [о].
- ã і õ — у португальській мові позначають носову вимову голосних;

У деяких системах фонетичної транскрипції тильда над голосною є показником носової вимови.
У грецькій політонічній орфографії тильда над голосною позначає вбраний наголос (циркумфлекс) і є шрифтовим варіантом круглої шапочки над буквою.
У графіку польського рукописного шрифту мала літера l з тильдою над нею позначає букву ł, яка б означала твердий звук [л], перехідний у нескладове [у].
У текстах угорською мовою тильда може використовуватися як сурогатний замінник подвійного штриха над літерами o і u, якщо подвійний штрих недоступний з технічних обмежень.

#### Інші варіанти
- Як діакритичний знак використовується також вертикальна тильда та підрядкова тильда.
- У деяких письменностях зустрічається діакритичний знак у вигляді тильди, яка перекреслює букву.
- Близьку до надрядкової тильди форму має знак титла, що вживається в церковнослов'янській писемності.
- У словниках тильда замінює в словосполученнях заголовне слово або незмінну його частину.

### Математика

#### Як унарний оператор
Наприклад тильда перед однією величиною може означати «приблизно», «близько», «біля» або «такого самого порядку, як». Приклад: діаметр стрижня становить ~ 8 см.

#### Геометрія
У геометрії використовують тильду, як подібність двох трикутників.